# Psaliodes saja
Psaliodes saja là một loài bướm đêm trong họ Geometridae.